# Pacific County
Pacific County is een van de 39 county's in de Amerikaanse staat Washington.
De county heeft een landoppervlakte van 2.416 km² en telt 20.984 inwoners (volkstelling 2000). De hoofdplaats is South Bend (Washington). Pacific County grenst in het westen aan de Grote Oceaan en in het zuiden aan de Columbia.

## Geschiedenis
In 1792 zette Robert Gray voet aan wal in Chinook aan de monding van de Columbia. In februari 1851 werd Pacific County opgericht. Het grotere Lewis County werd opgesplitst en Pacific County werd de derde county ten noorden van de Columbia. Het bestuur van de county werd gevestigd in Pacific City, een kleine plaats aan het water bij Cape Disappointment. Het land werd echter korte tijd later gereserveerd voor militair gebruik. Chinookville nam de functie over, maar ook dit was van korte duur. In 1855 kozen de bewoners van de county ervoor de bestuurszetel te verplaatsen naar Oysterville.
South Bend liet in de jaren daarna een sterke groei zien. Dankzij de aanwezigheid van de Northern Pacific Railway en de houtindustrie nam de bevolking sterk toe. De economische activiteiten trokken van de kust naar het meer binnenlands gelegen South Bend. Na een verkiezing had de meerderheid van de inwoners van de county gekozen de hoofdzetel te verplaatsen naar South Bend, maar de uitslag werd aangevochten. Lange tijd gebeurde er niets tot in februari 1893 het geduld op raakte. Een groep inwoners van South Bend trok naar Oysterville, ze vernielden de deur van het courthouse en namen alle documenten en kantoormeubulair mee naar South Bend. De verhuizing van de hoofdplaats werd daarmee een feit. South Bend heeft deze prominente positie niet meer afgestaan.

## Bevolkingsontwikkeling
Adams · Asotin · Benton · Chelan · Clallam · Clark · Columbia · Cowlitz · Douglas · Ferry · Franklin · Garfield · Grant · Grays Harbor · Island · Jefferson · King · Kitsap · Kittitas · Klickitat · Lewis · Lincoln · Mason · Okanogan · Pacific · Pend Oreille · Pierce · San Juan · Skagit · Skamania · Snohomish · Spokane · Stevens · Thurston · Wahkiakum · Whatcom · Whitman · Yakima